# Caloptilia oxydelta
Caloptilia oxydelta là một loài bướm đêm thuộc họ Gracillariidae. Nó được tìm thấy ở Ấn Độ (Karnataka), Indonesia (Java) và Việt Nam.
Ấu trùng ăn Flueggia acidoton và Flueggia virosa. Chúng ăn lá nơi chúng làm tổ.